# Siah Jamegan FC
El Siah Jamegan FC es un equipo de fútbol de Irán que juega en la Liga 3, cuarta categoría nacional.

## Historia
Fue fundado en agosto del año 2011 en la ciudad de Mashhad por un grupo de seguidores del FC Aboomoslem tras tomar la plaza que dejó vacante el Golchin Robat Karim FC en la Liga 2, compartiendo los colores del FC Aboomoslem.
En 2013 logra el ascenso a la Liga Azadegan y al año siguiente accede a la fase de playoff de ascenso, pero pierde 1-3 ante el Paykan FC. En la temporada 2014/15 el club consigue por primera vez el ascenso a la Iran Pro League, perdiendo en su debut en primera división por 0-2 ante el Esteghlal FC el 30 de julio de 2015.
El club estuvo tres temporadas consecutivas en la primera categoría hasta que desciende en la temporada 2017/18 al terminar en el lugar 16. Al año siguiente desciende dos divisiones luego de ser descalificado de la Liga Azadegan por problemas financieros.